# Eusko Sozialistak
Eusko Sozialistak (Socialistas Vascos, en euskera) fue un partido político español de ámbito vasconavarro e ideología socialista y autogestionaria, activo durante la Transición. Formado en octubre de 1975 por militantes procedentes en su mayoría de la Unión Sindical Obrera (USO), no celebraría su primera asamblea hasta el 13 de noviembre de 1976. Formó parte de la Federación de Partidos Socialistas y, de cara a las elecciones generales de 1977, de la plataforma Euskal Erakunde Herritarra; pero terminó integrándose, en julio de ese mismo año, en Herri Alderdi Sozialista Iraultzailea (HASI), que a su vez se integraría en Herri Batasuna en 1978. Sus dirigentes eran Javier Alonso y Mikel Salaberri.
La mayoría de los exmilitantes de Eusko Sozialistak salieron de HASI a los pocos meses de la formación del partido, debido a que, según alegaron, HASI mantenía un vínculo demasiado fuerte con ETA militar. Muchos de ellos, como Francisco José Llera o Javier Alonso se unieron a Euskadiko Ezkerra.